# チョ・ヨジョン
チョ・ヨジョン（조여정、1981年2月10日 - ）は、韓国の女優。身長163cm、体重45kg。ノプンエンターテインメント所属。

## 人物
- 1997年、雑誌『Ceci』でモデルデビュー[1]
- 趣味：料理（スパゲッティー）[1]
- 特技：歌、表情演技、ピアノ[1]

## 学歴
- 東国大学校演劇映画科 卒業[1]
- 東国大学校映像大学院公演芸術学 修士課程 修了[1]

## 出演

### ドラマ
- 人の気持ちも知らずに（1999年、MBC） - ヤン・ミリ 役
- 最後の戦争（1999年、MBC）
- トギ（2000年、SBS）
- ホ・ギュン 朝鮮王朝を揺るがした男（2000年-2001年、KBS） - ソラン 役
- 噂の女（2001年、SBS） - インサンの妻役
- 野人時代（2002年-2003年、SBS） - イェラン 役
- 張禧嬪［チャン・ヒビン］（2002年、KBS） - 貴人金氏（寧嬪金氏） 役
- 太陽の南ー愛と復讐の果て（2003年、SBS） - ノ・ヘイン 役
- マイ・スイート・ファミリー～フンブの家運が開けたね～（2003年-2004年、SBS） - オ・ダンビ 役
- 朝鮮からきました（2004年、MBC） - イ・ハンソル 役
- 愛情の条件（2004年、KBS） - ナ・イェリ 役
- どれだけ好きなの（2006年、MBC） - イ・ソンジュ 役
- 銭の戦争 the Original（2008年、tvN） - チェ・ジイン 役
- 家に帰る道（2009年、KBS） - ソ・ミリョン 役
- 2009伝説の故郷ーミョジョンの玉（2009年、KBS） - ソウォン 役
- ロマンスが必要（2011年、tvN） - 主演：ソヌ・イニョン 役
- 海雲台の恋人たち（2012年、KBS） - コ・ソラ 役
- 離婚弁護士は恋愛中（2015年、SBS） - 主演：コ・チョッキ 役
- ベビーシッター（2016年、KBS2） - 主演：チョン・ウンジュ 役
- 雲が描いた月明り（2016年、KBS2） - ア氏 ※第1話のみ特別出演
- 完璧な妻（2017年、KBS2） - イ・ウンヒ／ムン・ウンギョン 役
- 最後の食事をつくる女（2018年、tvN） - 主演：チェ・スア 役 ※オムニバスドラマ
- 凍てついた愛（2019年、JTBC） - ソ・ウンジュ 役
- 99億の女（2019年-2020年、KBS2） - 主演：チャン・ソヨン 役
- 浮気したら死ぬ（2020年-2021年、KBS） - 主演：カン・ヨジュ 役
- ハイクラス（2021年tvN） - 主演：ソン・ヨウル 役

### 映画
- いい人がいれば紹介して（2002年） - ミナ 役
- 吸血刑事ナ・ドヨル（2006年） - ヨニ 役
- 春香秘伝 The Servant（2010年） - 主演：春香（チュニャン） 役
- 後宮の秘密（2012年） - 主演：ファヨン 役
- 情愛中毒（2014年） - イ・スクジン 役
- ポイントブランク ～標的にされた男～（朝鮮語版）（2014年） - チョン・ヒジュ 役
- ワーキング・ガール（2015年） - 主演：ペク・ボヒ 役
- パラサイト 半地下の家族（2019年） - パク・ヨンギョ 役

### バラエティ
- 私たち結婚しました（2008年、MBC）
- ジャングルの法則（2013年、SBS）

### ミュージック・ビデオ
- FEVER（2019年、パク・ジニョン）

## 受賞歴
- 2010年
  - 第31回青龍映画賞 - 人気スター賞（『後宮の秘密』）
  - 富川国際ファンタスティック映画祭 - ファンタスティックアワード 主演女優賞（『後宮の秘密』）
  - コリアベストドレッサー白鳥賞 - 映画俳優部門
- 2011年
  - 第4回スタイルアイコンアワード - SIA'sディスカバリー
- 2013年
  - 第7回SBS芸能大賞 - 人気賞（『ジャングルの法則』）
- 2014年
  - 第34回韓国映画評論家協会賞 - 助演女優賞（『情愛中毒』）
  - 第5回今年の映画賞 - 助演女優賞（『情愛中毒』）
  - 韓国映画俳優協会 スターの夜 - トップ助演賞
- 2016年
  - 第30回KBS演技大賞 - 女性連作単幕劇賞（『ベビーシッター』）
- 2017年
  - 第31回KBS演技大賞 - 中編ドラマ部門 女性優秀演技賞（『完璧な妻』）
  - 東亜ドットコム’s PICK - ハードキャリー賞
- 2019年
  - 第33回KBS演技大賞 - 女性最優秀演技賞（『99億の女』）
  - 第40回青龍映画賞 - 主演女優賞（『パラサイト 半地下の家族』）
  - 第24回春史大賞映画祭 - 主演女優賞（『パラサイト 半地下の家族』）
  - ニューメキシコ映画批評家協会 - 最優秀助演女優賞／最優秀アンサンブル賞（『パラサイト 半地下の家族』）
  - シアトル映画批評家協会 - 最優秀アンサンブル賞（『パラサイト 半地下の家族』）
- 2020年
  - 第26回全米映画俳優組合賞 - 映画部門 最優秀キャスト賞（『パラサイト 半地下の家族』）[2]